# Centaurea grosii
Centaurea grosii là một loài thực vật có hoa trong họ Cúc. Loài này được Font Quer mô tả khoa học đầu tiên năm 1928.